# Leibdragonerdenkmal

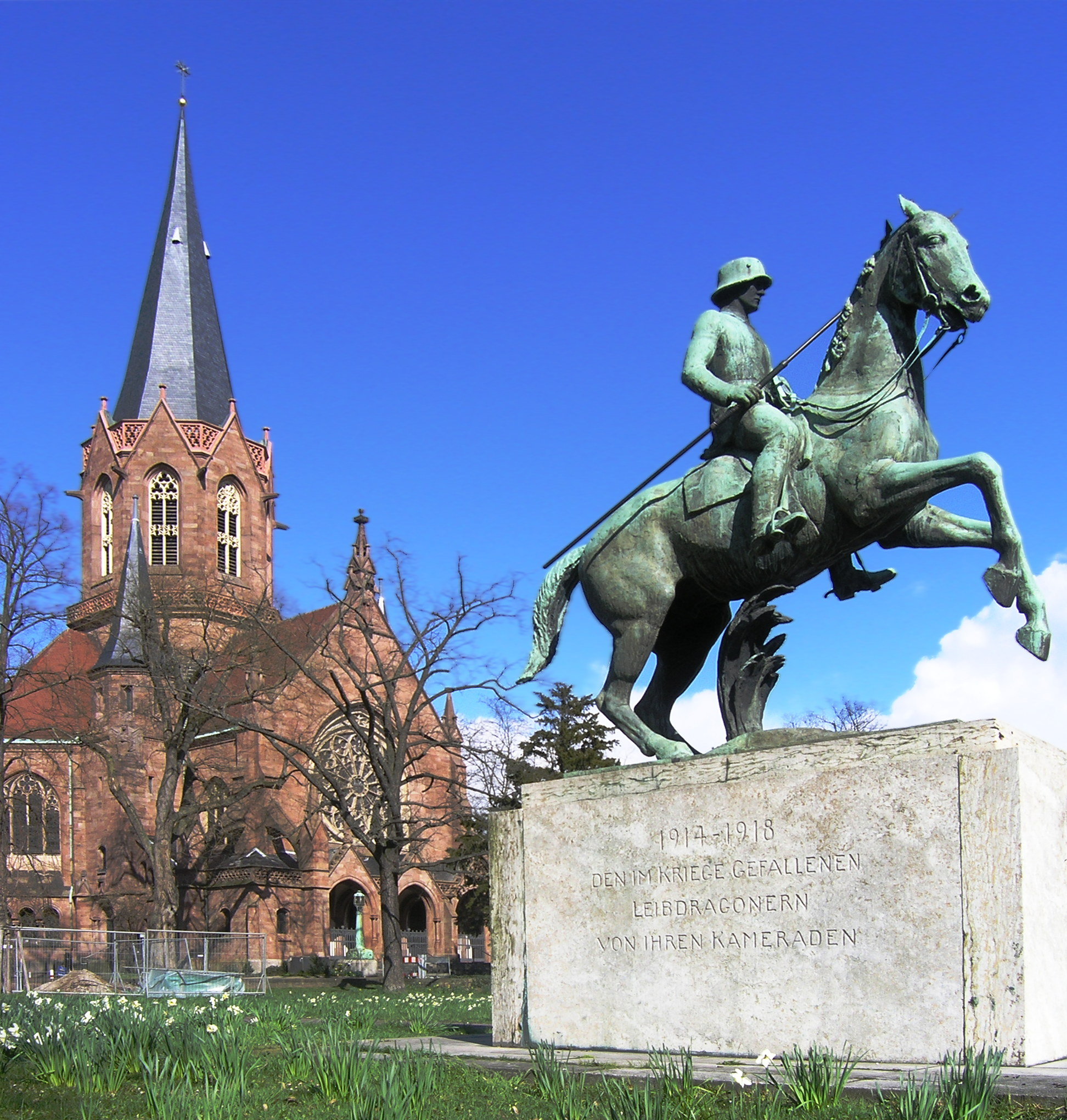
Das Leibdragonerdenkmal vor der Christuskirche

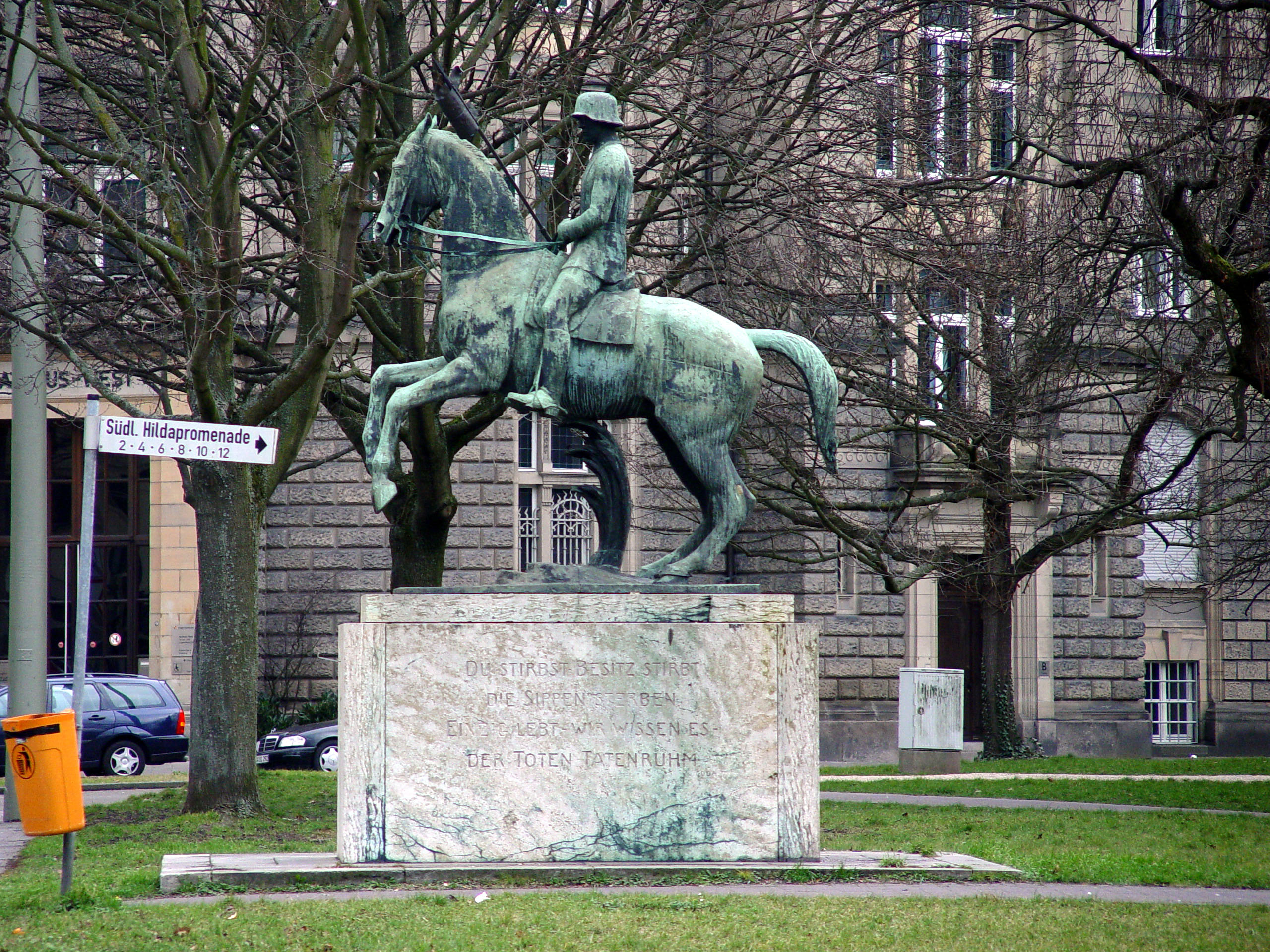
Seitenansicht

Das Leibdragonerdenkmal an der Kaiserallee beim Mühlburger Tor in Karlsruhe (Baden) ist dem 1. Badischen Leib-Dragoner-Regiment Nr. 20 gewidmet. Es wurde 1926–1929 von Kurt Edzard geschaffen.
Nach dem nicht weit entfernten Leibgrenadierdenkmal auf dem ehemaligen Lorettoplatz ist es das zweite für die beiden Leibregimenter des badischen Landesherren.
Das Reiterstandbild zeigt einen Dragoner während des Ersten Weltkriegs (1914–1918), bereits mit Stahlhelm. An der Lanze ist er als Kavallerist zu erkennen. Sein Pferd hebt die Vorderhufe an (Levade).
Auf der Vorderseite des Sockels befindet sich eine Krone, das Symbol des Regiments.
An den beiden Längsseiten des Sockels befinden sich jeweils Inschriften:
Auf der linken Seite steht:
1914 – 1918
DEN IM KRIEGE GEFALLENEN
LEIBDRAGONERN
VON IHREN KAMERADEN
Die Inschrift auf der rechten Seite des Sockels stammt aus der Edda und lautet
DU STIRBST – BESITZ STIRBT
DIE SIPPEN STERBEN.
EINZIG LEBT – WIR WISSEN ES –
DER TOTEN TATENRUHM.
EDDA
(76. Strophe der Hávamál; siehe dazu auch: Ljóðaháttr).
2023 erhielt das Denkmal eine kommentierende Informationsstele.